# GP2 Series 2016
La stagione 2016 del Campionato FIA di GP2 Series è stata, nella storia della categoria, la 12ª ad assegnare il Campionato Piloti e la 12ª ad assegnare il Campionato Scuderie. È iniziata il 14 maggio con un weekend di gare sul Circuito di Catalogna di Barcellona, e si è conclusa il 27 novembre, sul Circuito di Yas Marina, negli Emirati Arabi Uniti, per un totale di 11 doppi appuntamenti. Il campionato è stato vinto dal pilota francese Pierre Gasly, mentre tra le scuderie si è imposta l'italiana Prema Racing.

## La pre-stagione

### Calendario
Il calendario è stato ufficializzato il 4 marzo. La stagione inizia solo a maggio, in corrispondenza del Gran Premio di Spagna. L'appuntamento ad Abu Dhabi rimane l'ultima gara in calendario.
| Gara | Gara | Circuito                                 | Giri | Lunghezza                  | Data        | Ora   | Supporto                          |
| ---- | ---- | ---------------------------------------- | ---- | -------------------------- | ----------- | ----- | --------------------------------- |
| 1    | G1   | Circuito di Catalogna, Barcellona        | 33   | 33 x 4,655 km = 153,615 km | 14 maggio   | 15:40 | Gran Premio di Spagna 2016        |
| 1    | G2   | Circuito di Catalogna, Barcellona        | 26   | 26 x 4,655 km = 121,030 km | 15 maggio   | 10:25 | Gran Premio di Spagna 2016        |
| 2    | G1   | Circuito di Montecarlo                   | 40   | 40 x 3,337 km = 133,480 km | 27 maggio   | 11:15 | Gran Premio di Monaco 2016        |
| 2    | G2   | Circuito di Montecarlo                   | 30   | 30 x 3,337 km = 100,110 km | 28 maggio   | 16:10 | Gran Premio di Monaco 2016        |
| 3    | G1   | Circuito di Baku                         | 26   | 26 x 6,006 km = 156,156 km | 18 giugno   | 12:00 | Gran Premio d'Europa 2016         |
| 3    | G2   | Circuito di Baku                         | 21   | 21 x 6,006 km = 126,126 km | 19 giugno   | 14:00 | Gran Premio d'Europa 2016         |
| 4    | G1   | Red Bull Ring, Spielberg bei Knittelfeld | 40   | 40 x 4,326 km = 173,040 km | 2 luglio    | 15:50 | Gran Premio d'Austria 2016        |
| 4    | G2   | Red Bull Ring, Spielberg bei Knittelfeld | 28   | 28 x 4,326 km = 121,128 km | 3 luglio    | 10:25 | Gran Premio d'Austria 2016        |
| 5    | G1   | Circuito di Silverstone                  | 29   | 29 x 5,891 km = 170,839 km | 9 luglio    | 14:40 | Gran Premio di Gran Bretagna 2016 |
| 5    | G2   | Circuito di Silverstone                  | 21   | 21 x 5,891 km = 123,711 km | 10 luglio   | 09:20 | Gran Premio di Gran Bretagna 2016 |
| 6    | G1   | Hungaroring, Mogyoród                    | 37   | 37 x 4,381 km = 162,097 km | 23 luglio   | 15:40 | Gran Premio d'Ungheria 2016       |
| 6    | G2   | Hungaroring, Mogyoród                    | 28   | 28 x 4,381 km = 122,668 km | 24 luglio   | 10:25 | Gran Premio d'Ungheria 2016       |
| 7    | G1   | Hockenheimring                           | 35   | 35 x 4,574 km = 160,090 km | 30 luglio   | 15:40 | Gran Premio di Germania 2016      |
| 7    | G2   | Hockenheimring                           | 27   | 27 x 4,574 km = 123,498 km | 31 luglio   | 10:25 | Gran Premio di Germania 2016      |
| 8    | G1   | Circuito di Spa-Francorchamps            | 25   | 25 x 7,004 km = 175,100 km | 27 agosto   | 15:40 | Gran Premio del Belgio 2016       |
| 8    | G2   | Circuito di Spa-Francorchamps            | 18   | 18 x 7,004 km = 126,072 km | 28 agosto   | 10:20 | Gran Premio del Belgio 2016       |
| 9    | G1   | Autodromo Nazionale Monza                | 30   | 30 x 5,793 km = 173,790 km | 3 settembre | 15:40 | Gran Premio d'Italia 2016         |
| 9    | G2   | Autodromo Nazionale Monza                | 21   | 21 x 5,793 km = 121,653 km | 4 settembre | 10:25 | Gran Premio d'Italia 2016         |
| 10   | G1   | Circuito di Sepang                       | 29   | 29 x 5,543 km = 160,747 km | 1 ottobre   | 11:50 | Gran Premio della Malesia 2016    |
| 10   | G2   | Circuito di Sepang                       | 22   | 22 x 5,543 km = 121,946 km | 2 ottobre   | 11:20 | Gran Premio della Malesia 2016    |
| 11   | G1   | Circuito di Yas Marina, Isola Yas        | 31   | 31 x 5,554 km = 172,174 km | 26 novembre | 15:40 | Gran Premio di Abu Dhabi 2016     |
| 11   | G2   | Circuito di Yas Marina, Isola Yas        | 22   | 22 x 5,554 km = 122,188 km | 27 novembre | 10:35 | Gran Premio di Abu Dhabi 2016     |

### Test
La prima sessione di test si svolge sul Circuito di Barcellona tra il 9 e l'11 marzo, la seconda sul Circuito di Jerez, tra il 29 e il 31 marzo.
| Circuito                          | Data                  | Pilota più veloce  | Team               | Tempo    | Giri |
| --------------------------------- | --------------------- | ------------------ | ------------------ | -------- | ---- |
| Circuito di Catalogna, Barcellona | 9 marzo (mattina)     | Sergey Sirotkin    | ART Grand Prix     | 1'29"072 | 17   |
| Circuito di Catalogna, Barcellona | 9 marzo (pomeriggio)  | Raffaele Marciello | Russian Time       | 1'41"863 | 21   |
| Circuito di Catalogna, Barcellona | 10 marzo (mattina)    | Sergey Sirotkin    | ART Grand Prix     | 1'27"971 | 34   |
| Circuito di Catalogna, Barcellona | 10 marzo (pomeriggio) | Pierre Gasly       | Prema Powerteam    | 1'27"703 | 25   |
| Circuito di Catalogna, Barcellona | 11 marzo (mattina)    | Pierre Gasly       | Prema Powerteam    | 1'27"386 | 41   |
| Circuito di Catalogna, Barcellona | 11 marzo (pomeriggio) | Gustav Malja       | Rapax Team         | 1'28"719 | 40   |
| Circuito di Jerez                 | 29 marzo (mattina)    | Norman Nato        | Racing Engineering | 1'25"811 | 14   |
| Circuito di Jerez                 | 29 marzo (pomeriggio) | Pierre Gasly       | Prema Powerteam    | 1'26"375 | 29   |
| Circuito di Jerez                 | 30 marzo (mattina)    | Jordan King        | Racing Engineering | 1'24"429 | 22   |
| Circuito di Jerez                 | 30 marzo (pomeriggio) | Gustav Malja       | Rapax Team         | 1'26"319 | 30   |
| Circuito di Jerez                 | 31 marzo (mattina)    | Norman Nato        | Racing Engineering | 1'24"518 | 31   |
| Circuito di Jerez                 | 31 marzo (pomeriggio) | Arthur Pic         | Rapax Team         | 1'25"583 | 42   |

## Piloti e scuderie

### Scuderie
Il Team Lazarus, entrato nel campionato nel 2012, viene sostituito da un'altra scuderia italiana, la Prema Racing, impegnata in diversi campionati minori.
Campos Racing conclude un accordo di sponsorizzazione con l'azienda indonesiana Jagonya Ayam, che porta la scuderia ad affiancare il suo nome a Pertamina.

### Piloti
Rio Haryanto esce dal campionato ed approda in Formula 1, alla Manor Racing. Il campione 2015, Stoffel Vandoorne, viene impegnato in Super Formula, dal Team Dandelion Racing.
Nathanaël Berthon e Richie Stanaway passano a correre nel Campionato del Mondo Endurance FIA con la G-Drive Racing, e l'Aston Martin Racing, rispettivamente. La Racing Engineering fornisce un volante a Norman Nato, in uscita dalla Arden International. Dalla GP3 viene promosso Marvin Kirchhöfer, che viene ingaggiato dalla Carlin.
Mitch Evans e Sean Gelael, impegnati, nel 2015, per Russian Time e Carlin, passano alla Campos Racing. Il francese Pierre Gasly, già in DAMS, trova un volante alla neoentrata Prema Racing. Dopo due stagioni con la Campos, Arthur Pic è ingaggiato dalla Rapax, per prendere il posto del russo Sergey Sirotkin, accasato alla ART Grand Prix.
Il canadese Nicholas Latifi, utilizzato nel 2015, per qualche gara, dalla MP Motorsport, diventa pilota titolare alla DAMS. Un altro pilota impegnato nel 2015, Raffaele Marciello, cambia team: passa dalla Trident alla Russian Time.
Dopo essere stato impiegato per qualche gara, nella stagione precedente, da Status e MP, Oliver Rowland diventa titolare in quest'ultima. Anche la Rapax conferma uno dei piloti utilizzati saltuariamente nel 2015, Gustav Malja. La Trident Racing si affida a due debuttanti: Philo Paz Armand, proveniente dalla F. Renault 3.5 e Luca Ghiotto, giunto secondo nella GP3 Series 2015. Un altro pilota italiano, Antonio Giovinazzi, secondo nella F3 Europea, viene promosso nella categoria della Prema. La Arden iscrive il pilota svedese Jimmy Eriksson, con una buona esperienza in GP3, e il malese Nabil Jeffri, che invece proviene dalla F3.
A seguito della sospensione subita al termine del round di Baku, per guida pericolosa, il giapponese Nobuharu Matsushita viene sostituito, nella gara del Red Bull Ring, dall'austriaco René Binder, che ha corso nella categoria tra il 2012 e il 2015.
Binder prende poi il posto di Sergio Canamasas alla Carlin, a partire dal fine settimana di Hockenheim. Lo spagnolo rientra nel campionato, sempre alla Carlin, nella successiva gara di Spa. A Sepang Johnny Cecotto Jr. rientra nella categoria, prendendo il posto di Arthur Pic alla Rapax. Lo svedese Jimmy Eriksson lascia l'Arden per le due ultime gare della stagione, per gli scarsi risultati ottenuti.
Il vicecampione della F. 3.5, lo svizzero Louis Delétraz fa il suo debutto, nel campionato, nell'ultima gara, ad Abu Dhabi, prendendo il posto di Marvin Kirchhöfer alla Carlin. In questo ultimo appuntamento Emil Bernstorff, dopo un anno di inattività, viene ingaggiato dalla Arden, in luogo di Eriksson.

### Tabella riassuntiva
| Team                    | Nº | Pilota              | Weekend di gare |
| ----------------------- | -- | ------------------- | --------------- |
| ART Grand Prix          | 1  | Nobuharu Matsushita | 1-3, 5-11       |
| ART Grand Prix          | 1  | René Binder         | 4               |
| ART Grand Prix          | 2  | Sergey Sirotkin     | Tutti           |
| Racing Engineering      | 3  | Norman Nato         | Tutti           |
| Racing Engineering      | 4  | Jordan King         | Tutti           |
| DAMS                    | 5  | Alex Lynn           | Tutti           |
| DAMS                    | 6  | Nicholas Latifi     | Tutti           |
| Pertamina Campos Racing | 7  | Mitch Evans         | Tutti           |
| Pertamina Campos Racing | 8  | Sean Gelael         | Tutti           |
| Russian Time            | 9  | Raffaele Marciello  | Tutti           |
| Russian Time            | 10 | Artëm Markelov      | Tutti           |
| Rapax                   | 11 | Gustav Malja        | Tutti           |
| Rapax                   | 12 | Arthur Pic          | 1-9             |
| Rapax                   | 12 | Johnny Cecotto Jr.  | 10-11           |
| Trident                 | 14 | Philo Paz Armand    | Tutti           |
| Trident                 | 15 | Luca Ghiotto        | Tutti           |
| Carlin Motorsport       | 18 | Sergio Canamasas    | 1-6, 8-11       |
| Carlin Motorsport       | 18 | René Binder         | 7               |
| Carlin Motorsport       | 19 | Marvin Kirchhöfer   | 1-10            |
| Carlin Motorsport       | 19 | Louis Delétraz      | 11              |
| Prema Racing            | 20 | Antonio Giovinazzi  | Tutti           |
| Prema Racing            | 21 | Pierre Gasly        | Tutti           |
| MP Motorsport           | 22 | Oliver Rowland      | Tutti           |
| MP Motorsport           | 23 | Daniël de Jong      | Tutti           |
| Arden International     | 24 | Nabil Jeffri        | Tutti           |
| Arden International     | 25 | Jimmy Eriksson      | 1-9             |
| Arden International     | 25 | Emil Bernstorff     | 11              |

## Circuiti e gare
Rientra, dopo un anno di assenza, una gara in Germania, precisamente a Hockenheim, in corrispondenza del rientro, nel calendario del mondiale di F1, del Gran Premio di Germania. Dopo tre anni viene nuovamente utilizzato il Circuito di Sepang, in Malesia. Escono, invece, la gara di Soči, dopo due anni, e il Bahrain International Circuit, che nel 2015 ospitò ben due weekend di gara.
Fa il suo esordio, per la categoria, il Circuito di Baku, disegnato lungo le vie della capitale dell'Azerbaigian.

## Sistema di punteggio
I punti vengono assegnati ai primi dieci classificati in gara-1 (detta anche gara lunga o feature race) e ai primi otto in gara-2 (detta anche gara corta o sprint race). Colui che conquista la pole position riceve 4 punti, mentre 2 sono assegnati a chi fa il giro più veloce, ma solo se si trova all'interno della top ten, sia in gara-1 che in gara-2. Non sono assegnati punti extra al poleman di gara-2 poiché si tratta semplicemente dell'8º arrivato in gara-1 che si trova catapultato in prima posizione a causa della regola della griglia invertita. Per quel che riguarda la classifica a squadre, il punteggio è dato dalla somma dei punti ottenuti dai due piloti appartenenti al team.
Punti nella feature race
| Posizione | 1º | 2º | 3º | 4º | 5º | 6º | 7º | 8º | 9º | 10º | Pole | GPV |
| Punti     | 25 | 18 | 15 | 12 | 10 | 8  | 6  | 4  | 2  | 1   | 4    | 2   |

Punti nella sprint race
I punti sono assegnati ai primi otto classificati.
| Posizione | 1º | 2º | 3º | 4º | 5º | 6º | 7º | 8º | GPV |
| Punti     | 15 | 12 | 10 | 8  | 6  | 4  | 2  | 1  | 2   |

## Risultati e classifiche

### Gare
| Gara | Gara | Circuito          | Tempo       | Velocità     | Pole position      | Giro veloce         | Pilota vincitore    | Team vincitore          |
| ---- | ---- | ----------------- | ----------- | ------------ | ------------------ | ------------------- | ------------------- | ----------------------- |
| 1    | G1   | Barcellona        | 58'51"044   | 156,486 km/h | Pierre Gasly       | Norman Nato         | Norman Nato         | Racing Engineering      |
| 1    | G2   | Barcellona        | 43'50"241   | 165,480 km/h |                    | Pierre Gasly        | Alex Lynn           | DAMS                    |
| 2    | G1   | Montecarlo        | 1h01'27"183 | 130,323 km/h | Sergey Sirotkin    | Artëm Markelov      | Artëm Markelov      | Russian Time            |
| 2    | G2   | Montecarlo        | 41'59"392   | 143,048 km/h |                    | Nobuharu Matsushita | Nobuharu Matsushita | ART Grand Prix          |
| 3    | G1   | Baku              | 1h03'05"420 | 148,333 km/h | Antonio Giovinazzi | Nobuharu Matsushita | Antonio Giovinazzi  | Prema Racing            |
| 3    | G2   | Baku              | 44'49"606   | 166,591 km/h |                    | Antonio Giovinazzi  | Antonio Giovinazzi  | Prema Racing            |
| 4    | G1   | Red Bull Ring     | 1h18'32"399 | 132,096 km/h | Sergey Sirotkin    | Mitch Evans         | Mitch Evans         | Pertamina Campos Racing |
| 4    | G2   | Red Bull Ring     | 44'34"966   | 162,845 km/h |                    | Norman Nato         | Jordan King         | Racing Engineering      |
| 5    | G1   | Silverstone       | 51'39"383   | 198,277 km/h | Norman Nato        | Mitch Evans         | Pierre Gasly        | Prema Racing            |
| 5    | G2   | Silverstone       | 37'35"325   | 197,256 km/h |                    | Luca Ghiotto        | Jordan King         | Racing Engineering      |
| 6    | G1   | Hungaroring       | 55'29"672   | 170,477 km/h | Pierre Gasly       | Oliver Rowland      | Pierre Gasly        | Prema Racing            |
| 6    | G2   | Hungaroring       | 44'47"059   | 164,291 km/h |                    | Pierre Gasly        | Sergey Sirotkin     | ART Grand Prix          |
| 7    | G1   | Hockenheimring    | 1h00'28"437 | 172,449 km/h | Sergey Sirotkin    | Sergey Sirotkin     | Sergey Sirotkin     | ART Grand Prix          |
| 7    | G2   | Hockenheimring    | 43'20"504   | 170,964 km/h |                    | Pierre Gasly        | Alex Lynn           | DAMS                    |
| 8    | G1   | Spa-Francorchamps | 53'00"853   | 198,032 km/h | Antonio Giovinazzi | Artëm Markelov      | Pierre Gasly        | Prema Racing            |
| 8    | G2   | Spa-Francorchamps | 36'48"422   | 205,310 km/h |                    | Antonio Giovinazzi  | Antonio Giovinazzi  | Prema Racing            |
| 9    | G1   | Monza             | 52'28"474   | 198,360 km/h | Pierre Gasly       | Luca Ghiotto        | Antonio Giovinazzi  | Prema Racing            |
| 9    | G2   | Monza             | 33'51"821   | 214,998 km/h |                    | Pierre Gasly        | Norman Nato         | Racing Engineering      |
| 10   | G1   | Sepang            | 52'18"049   | 184,410 km/h | Pierre Gasly       | Sergey Sirotkin     | Antonio Giovinazzi  | Prema Racing            |
| 10   | G2   | Sepang            | 40'22"221   | 181,241 km/h |                    | Pierre Gasly        | Luca Ghiotto        | Trident                 |
| 11   | G1   | Yas Marina        | 59'14"764   | 174,248 km/h | Pierre Gasly       | Nobuharu Matsushita | Pierre Gasly        | Prema Racing            |
| 11   | G2   | Yas Marina        | 41'36"580   | 176,025 km/h |                    | Sergey Sirotkin     | Alex Lynn           | DAMS                    |

### Classifica piloti
| Pos. | Pilota              | ESP | ESP | MON | MON | EUR | EUR | AUT | AUT | GBR | GBR | HUN | HUN | GER | GER | BEL | BEL | ITA | ITA | MAL | MAL | UAE | UAE | Punti |
| ---- | ------------------- | --- | --- | --- | --- | --- | --- | --- | --- | --- | --- | --- | --- | --- | --- | --- | --- | --- | --- | --- | --- | --- | --- | ----- |
| 1    | Pierre Gasly        | 3   | 2   | 15  | 13  | Rit | 2   | Rit | 7   | 1   | 7   | 1   | 7   | SQ  | 6   | 1   | 4   | 4   | 2   | 11  | 3   | 1   | 9   | 219   |
| 2    | Antonio Giovinazzi  | 18  | Rit | 11  | 18  | 1   | 1   | Rit | 5   | 2   | 4   | 2   | 17  | 8   | Rit | 6   | 1   | 1   | 3   | 1   | 4   | 5   | 6   | 211   |
| 3    | Sergey Sirotkin     | Rit | 11  | Rit | Rit | 2   | 3   | 12  | 6   | 18  | 21  | 3   | 1   | 1   | 2   | 9   | 16  | 14  | Rit | 2   | Rit | 4   | 3   | 159   |
| 4    | Raffaele Marciello  | 8   | 5   | 6   | 3   | 3   | 11  | 3   | 4   | 9   | 6   | 4   | 8   | 3   | 7   | 4   | 5   | 2   | 14  | 6   | 2   | 10  | 13  | 159   |
| 5    | Norman Nato         | 1   | 16  | 2   | 6   | Rit | Rit | 7   | 12  | 7   | 22† | 7   | 3   | Rit | 18  | Rit | 8   | 5   | 1   | 3   | Rit | 6   | 5   | 136   |
| 6    | Alex Lynn           | 6   | 1   | 4   | 5   | Rit | 9   | 11  | 3   | 16  | 14  | 12  | Rit | 7   | 1   | 3   | 10  | 12  | 5   | 4   | 12  | 8   | 1   | 124   |
| 7    | Jordan King         | 7   | 3   | Rit | 16  | 12† | 4   | 8   | 1   | 8   | 1   | 8   | 2   | 15  | 11  | 2   | 12  | 7   | 4   | 5   | 14  | 13  | 10  | 122   |
| 8    | Luca Ghiotto        | Rit | 12  | Rit | 14  | 9   | 12  | 4   | 9   | 5   | 2   | 17  | Rit | 2   | 4   | 7   | 3   | 6   | Rit | 7   | 1   | 11  | 19  | 111   |
| 9    | Oliver Rowland      | 10  | 6   | 3   | 7   | 4   | 15† | 6   | 2   | 3   | 3   | 11  | 6   | 5   | 5   | 10  | 6   | 9   | 9   | 12  | 8   | Rit | 11  | 107   |
| 10   | Artëm Markelov      | 4   | 4   | 1   | 8   | Rit | 5   | Rit | 11  | 10  | 12  | 9   | 4   | Rit | 9   | 5   | 21† | 10  | 10  | NP  | 13  | 3   | 7   | 97    |
| 11   | Nobuharu Matsushita | 11  | 8   | 8   | 1   | 6   | Rit |     |     | 6   | 5   | 6   | Rit | 9   | 12  | 11  | 11  | 11  | 6   | Rit | 7   | 2   | 4   | 92    |
| 12   | Mitch Evans         | 12  | 14  | 5   | 4   | 5   | Rit | 1   | 8   | 4   | 13  | 10  | 5   | Rit | 10  | 16  | 13  | 8   | Rit | 8   | 6   | 15  | 8   | 90    |
| 13   | Gustav Malja        | 9   | 10  | 14  | 12  | 10  | Rit | 13  | 16  | 22  | 19  | 13  | 14  | 6   | 8   | 8   | 2   | 3   | 7   | 9   | 5   | Ret | 14  | 53    |
| 14   | Arthur Pic          | 13  | Rit | 10  | 9   | Rit | 8   | 9   | 18  | 14  | 11  | 5   | Rit | 4   | 3   | 14  | 22† | Rit | 11  |     |     |     |     | 36    |
| 15   | Sean Gelael         | 17  | 13  | 13  | Rit | 7   | Rit | 2   | Rit | 21  | 18  | 22  | 10  | Rit | Rit | 18  | 15  | SQ  | 16  | 16  | Rit | Rit | 21  | 24    |
| 16   | Nicholas Latifi     | 2   | 7   | Rit | Rit | Rit | 13  | 10  | Rit | 11  | 10  | 16  | 12  | 14  | 17  | 13  | 9   | 16  | 15  | 14  | 10  | 9   | 12  | 23    |
| 17   | Marvin Kirchhöfer   | 15  | 15  | 7   | 2   | Rit | 10  | Rit | 19  | 12  | 8   | 14  | 13  | 10  | 14  | Rit | 14  | 18  | 8   | 15  | 11  |     |     | 21    |
| 18   | Johnny Cecotto Jr.  |     |     |     |     |     |     |     |     |     |     |     |     |     |     |     |     |     |     | 13  | 9   | 7   | 2   | 18    |
| 19   | Sergio Canamasas    | 5   | 9   | 12  | 10  | Rit | 6   | Rit | 10  | 13  | 9   | 18  | 9   |     |     | 12  | 7   | Rit | 13  | 10  | 15  | 12  | 16  | 17    |
| 20   | Jimmy Eriksson      | 16  | 19  | Rit | 15  | 11† | Rit | 5   | 13  | 15  | 17  | 21† | Rit | 12  | 13  | 15  | 20  | 15  | 18† |     |     |     |     | 10    |
| 21   | Daniël de Jong      | 14  | 17  | 9   | 11  | 8   | 14  | 14  | 20  | 19  | 16  | 15  | 11  | Rit | 16  | 17  | 17  | 17  | 19  | 17  | Rit | 14  | Rit | 6     |
| 22   | Nabil Jeffri        | 19  | 18  | Rit | 17  | Rit | 7   | Rit | 17  | 17  | 15  | 20  | 16  | 11  | Rit | 19  | 18  | 13  | 12  | 18  | Rit | Rit | 20  | 2     |
| 23   | René Binder         |     |     |     |     |     |     | 16  | 15  |     |     |     |     | 13  | 15  |     |     |     |     |     |     |     |     | 0     |
| 24   | Philo Paz Armand    | Rit | Rit | 16  | Rit | Rit | Rit | 15  | 14  | 20  | 20  | 19  | 15  | 16  | Rit | 20  | 19  | 19  | 17  | 19  | Rit | 16  | 18  | 0     |
| 25   | Emil Bernstorff     |     |     |     |     |     |     |     |     |     |     |     |     |     |     |     |     |     |     |     |     | 17  | 15  | 0     |
| 26   | Louis Delétraz      |     |     |     |     |     |     |     |     |     |     |     |     |     |     |     |     |     |     |     |     | Rit | 17  | 0     |
| Pos. | Pilota              | ESP | ESP | MON | MON | EUR | EUR | AUT | AUT | GBR | GBR | HUN | HUN | GER | GER | BEL | BEL | ITA | ITA | MAL | MAL | UAE | UAE | Punti |

| Colore  | Risultato             |
| ------- | --------------------- |
| Oro     | Vincitore             |
| Argento | 2º posto              |
| Bronzo  | 3º posto              |
| Verde   | Finito a punti        |
| Blu     | Finito senza punti    |
| Viola   | Ritirato (Rit)        |
| Viola   | Non classificato (NC) |
| Rosso   | Non qualificato (NQ)  |
| Nero    | Squalificato (SQ)     |
| Bianco  | Non partito (NP)      |
| Bianco  | Non ha gareggiato     |
| Bianco  | Infortunato (INF)     |
| Bianco  | Escluso (ES)          |
| Bianco  | Gara cancellata (C)   |

### Classifica a squadre
| Pos. | Team                    | N. | ESP | ESP | MON | MON | EUR | EUR | AUT | AUT | GBR | GBR | HUN | HUN | GER | GER | BEL | BEL | ITA | ITA | MAL | MAL | UAE | UAE | Punti |
| ---- | ----------------------- | -- | --- | --- | --- | --- | --- | --- | --- | --- | --- | --- | --- | --- | --- | --- | --- | --- | --- | --- | --- | --- | --- | --- | ----- |
| 1    | Prema Racing            | 20 | 18  | Rit | 11  | 18  | 1   | 1   | Rit | 5   | 2   | 4   | 2   | 17  | 8   | Rit | 6   | 1   | 1   | 3   | 1   | 4   | 5   | 6   | 430   |
| 1    | Prema Racing            | 21 | 3   | 2   | 15  | 13  | Rit | 2   | Rit | 7   | 1   | 7   | 1   | 7   | SQ  | 6   | 1   | 4   | 4   | 2   | 11  | 3   | 1   | 9   | 430   |
| 2    | Racing Engineering      | 3  | 1   | 16  | 2   | 6   | Rit | Rit | 7   | 13  | 7   | 22† | 7   | 3   | Rit | 18  | Rit | 8   | 5   | 1   | 3   | Rit | 6   | 5   | 258   |
| 2    | Racing Engineering      | 4  | 7   | 3   | Rit | 16  | 12† | 4   | 8   | 1   | 8   | 1   | 8   | 2   | 15  | 11  | 2   | 12  | 7   | 4   | 5   | 14  | 13  | 10  | 258   |
| 3    | Russian Time            | 9  | 8   | 5   | 6   | 3   | 3   | 11  | 3   | 4   | 9   | 6   | 4   | 8   | 3   | 7   | 4   | 5   | 2   | 15  | 6   | 2   | 10  | 13  | 256   |
| 3    | Russian Time            | 10 | 4   | 4   | 1   | 8   | Rit | 5   | Rit | 12  | 10  | 12  | 9   | 4   | Rit | 9   | 5   | 21† | 10  | 10  | NP  | 13  | 3   | 7   | 256   |
| 4    | ART Grand Prix          | 1  | 11  | 8   | 8   | 1   | 6   | Rit | 16  | 15  | 6   | 5   | 6   | Rit | 9   | 12  | 11  | 11  | 11  | 6   | Rit | 7   | 2   | 4   | 251   |
| 4    | ART Grand Prix          | 2  | Rit | 11  | Rit | Rit | 2   | 3   | 12  | 6   | 18  | 21  | 3   | 1   | 1   | 2   | 9   | 16  | 14  | Rit | 2   | Rit | 4   | 3   | 251   |
| 5    | DAMS                    | 5  | 6   | 1   | 4   | 5   | Rit | 9   | 11  | 3   | 16  | 14  | 12  | Rit | 7   | 1   | 3   | 10  | 12  | 5   | 4   | 12  | 8   | 1   | 147   |
| 5    | DAMS                    | 6  | 2   | 7   | Rit | Rit | Rit | 13  | 10  | Rit | 11  | 10  | 16  | 12  | 14  | 17  | 13  | 9   | 16  | 15  | 14  | 10  | 9   | 12  | 147   |
| 6    | Pertamina Campos Racing | 7  | 12  | 14  | 5   | 4   | 5   | Rit | 1   | 8   | 4   | 13  | 10  | 5   | Rit | 10  | 16  | 13  | 8   | Rit | 8   | 6   | 15  | 8   | 114   |
| 6    | Pertamina Campos Racing | 8  | 17  | 13  | 13  | Rit | 7   | Rit | 2   | Rit | 21  | 18  | 22† | 10  | Rit | Rit | 18  | 15  | SQ  | 16  | 16  | Rit | Ret | 21  | 114   |
| 7    | MP Motorsport           | 22 | 10  | 6   | 3   | 7   | 4   | 15† | 6   | 2   | 3   | 3   | 11  | 6   | 5   | 5   | 10  | 6   | 9   | 9   | 12  | 8   | Rit | 11  | 113   |
| 7    | MP Motorsport           | 23 | 14  | 17  | 9   | 11  | 8   | 14  | 14  | 20  | 19  | 16  | 15  | 11  | Rit | 16  | 17  | 17  | 17  | 19  | 17  | Rit | 14  | Rit | 113   |
| 8    | Trident                 | 14 | Rit | Rit | 16  | Rit | Rit | Rit | 15  | 14  | 20  | 20  | 19  | 15  | 16  | Rit | 20  | 19  | 19  | 17  | 19  | Rit | 16  | 18  | 111   |
| 8    | Trident                 | 15 | Rit | 12  | Rit | 14  | 9   | 12  | 4   | 9   | 5   | 2   | 17  | Rit | 2   | 4   | 7   | 3   | 6   | Rit | 7   | 1   | 11  | 19  | 111   |
| 9    | Rapax                   | 11 | 9   | 10  | 14  | 12  | 10  | Rit | 13  | 16  | 22  | 19  | 13  | 14  | 6   | 8   | 8   | 2   | 3   | 7   | 9   | 5   | Rit | 14  | 107   |
| 9    | Rapax                   | 12 | 13  | Rit | 10  | 9   | Rit | 8   | 9   | 18  | 14  | 11  | 5   | Rit | 4   | 3   | 14  | 22† | Rit | 12  | 13  | 9   | 7   | 2   | 107   |
| 10   | Carlin                  | 18 | 5   | 9   | 12  | 10  | Rit | 6   | Rit | 10  | 13  | 9   | 18  | 9   | 13  | 15  | 12  | 7   | Rit | 13  | 10  | 15  | 12  | 16  | 38    |
| 10   | Carlin                  | 19 | 15  | 15  | 7   | 2   | Rit | 10  | Rit | 19  | 12  | 8   | 14  | 13  | 10  | 14  | Rit | 14  | 18  | 8   | 15  | 11  | Rit | 17  | 38    |
| 11   | Arden International     | 24 | 19  | 18  | Rit | 17  | Rit | 7   | Rit | 17  | 17  | 15  | 20  | 16  | 11  | Rit | 19  | 18  | 13  | 12  | 18  | Rit | Rit | 20  | 12    |
| 11   | Arden International     | 25 | 16  | 19  | Rit | 15  | 11† | Rit | 5   | 11  | 15  | 17  | 21† | Rit | 12  | 13  | 15  | 20  | 15  | 18† |     |     | 17  | 15  | 12    |
| Pos. | Team                    | N. | ESP | ESP | MON | MON | EUR | EUR | AUT | AUT | GBR | GBR | HUN | HUN | GER | GER | BEL | BEL | ITA | ITA | MAL | MAL | UAE | UAE | Punti |

| Colore  | Risultato             |
| ------- | --------------------- |
| Oro     | Vincitore             |
| Argento | 2º posto              |
| Bronzo  | 3º posto              |
| Verde   | Finito a punti        |
| Blu     | Finito senza punti    |
| Viola   | Ritirato (Rit)        |
| Viola   | Non classificato (NC) |
| Rosso   | Non qualificato (NQ)  |
| Nero    | Squalificato (SQ)     |
| Bianco  | Non partito (NP)      |
| Bianco  | Non ha gareggiato     |
| Bianco  | Infortunato (INF)     |
| Bianco  | Escluso (ES)          |
| Bianco  | Gara cancellata (C)   |

## Test post-stagionali
Il Circuito di Yas Marina ha ospitato i test post stagionali, tra il 30 novembre e il 2 dicembre.
| Circuito               | Data                     | Pilota più veloce   | Team           | Tempo    | Giri |
| ---------------------- | ------------------------ | ------------------- | -------------- | -------- | ---- |
| Circuito di Yas Marina | 30 novembre (mattino)    | Nobuharu Matsushita | ART Grand Prix | 1'49"483 | 28   |
| Circuito di Yas Marina | 30 novembre (pomeriggio) | Raffaele Marciello  | Trident Racing | 1'48"937 | 23   |
| Circuito di Yas Marina | 1º dicembre (mattino)    | Oliver Rowland      | DAMS           | 1'49"675 | 32   |
| Circuito di Yas Marina | 1º dicembre (pomeriggio) | Alexander Albon     | ART Grand Prix | 1'49"062 | 28   |
| Circuito di Yas Marina | 2 dicembre (mattino)     | Jordan King         | MP Motorsport  | 1'49"880 | 30   |
| Circuito di Yas Marina | 2 dicembre (pomeriggio)  | Nicholas Latifi     | DAMS           | 1'48"929 |      |